# Nicolas Leutwiler
Nicolas Leutwiler (ur. 2 listopada 1960 roku) – szwajcarski kierowca wyścigowy.

## Kariera
Leutwiler rozpoczął karierę w międzynarodowych wyścigach samochodowych w 1988 roku od startów w Porsche 944 Turbo Cup. Z dorobkiem 262 punktów uplasował się tam na siódmej pozycji w końcowej klasyfikacji kierowców. W późniejszych latach Szwajcar pojawiał się także w stawce IMSA Camel Lights, Niemieckiego Pucharu Porsche Carrera, Bathurst 12 Hour Race, Australian Super Production Car Series, 24h Nürburgring, Le Mans Endurance Series, Speed EuroSeries, V de V Challenge Endurance - Proto - Scratch, 24-godzinnego wyścigu Le Mans oraz European Le Mans Series.